# İzzet Türkyılmaz
İzzet Türkyılmaz (Balıkesir, 20 maggio 1990) è un cestista turco.

## Carriera
È stato selezionato dai Denver Nuggets al secondo giro del Draft NBA 2012 (50ª scelta assoluta).

## Palmarès
- Campionato turco: 1

Fenerbahçe Ülker: 2013-14
- Coppa del Presidente: 1

Fenerbahçe Ülker: 2013